# O du fröhliche
Oh Alegre (en alemán O du fröhliche) es un villancico alemán. El autor del original es Johannes Daniel Falk (1768-1826), el famoso padre de los huérfanos de Weimar. Heinrich Holzschuher (1798-1847) de Wunsiedel escribió más tarde tres estrofas, que son las que se cantan hoy día.

## Historia
Después de que Johannes Daniel Falk perdiera cuatro de sus siete hijos de fiebre tifoidea, fundó el Rettungshaus für verwahrloste Kinder (literalmente: Centro de rescate para niños abandonados) en Weimar. En 1815 dedicó esta canción a los niños del orfanato. La melodía fue tomada del himno "O sanctissima, o piissima, dulcis Virgo Maria" que todavía se canta en Italia y en la Iglesia católica. Falk encontró este canto en la colección de Johann Gottfried Herder (1744-1803)  Stimmen der Völker in Liedern En su versión original, el himon se titulaba "Allerdreifeiertagslied", o "Un Cancto para Tres Días de Fiesta" en que se mencionan las tres fiestas importantes del cristianismo Navidad, Pascua y Pentecostés.

## Letra de hoy día
El canto llegó a ser famoso como villancico que tomaba su primera estrofa palabra a palabra de John Daniel Falk. La segunda y tercera estrofas fueron escritas por Heinrich Holzschuher, un ayudante de Falk, en 1829. Su forma actual (con algunas diferencias regionales en el texto) es:
| O du fröhliche, o du selige, gnadenbringende Weihnachtszeit! Welt ging verloren, Christ ist geboren: Freue, freue dich, o Christenheit! O du fröhliche, o du selige, gnadenbringende Weihnachtszeit! Christ ist erschienen, uns zu versühnen: Freue, freue dich, o Christenheit! O du fröhliche, o du selige, gnadenbringende Weihnachtszeit! Himmlische Heere jauchzen Dir Ehre: Freue, freue dich, o Christenheit! | ¡Oh alegre, oh santificante Navidad plena de gracia! El mundo estaba perdido, Cristo ha nacido. ¡Regocíjate, regocíjate, oh cristiandad! ¡Oh alegre, oh santificante Navidad plena de gracia! Cristo ha aparecido para redimirnos, ¡Regocíjate, regocíjate, oh cristiandad! ¡Oh alegre, oh santificante Navidad plena de gracia! Celestiales ejércitos enaltecen tu honor. ¡Regocíjate, regocíjate, oh cristiandad! |

El himno ha sido traducido a muchas lenguas, entre ellas al inglés (O, how joyfully), francés, latín, sueco (O du saliga, o du heliga) y noruego (Ådu heilage, nådeberande).

## Importancia y uso religioso
Este canto aparece en el himnario protestante alemán actual Evangelisches Gesangbuch (EG 44), en el de la Iglesia Reformada Suiza, en varias ediciones regionales del católico alemán Gotteslob, en el de las Iglesias Libres Feiern und Loben (F&L 220) y en el Menonita Mennonitisches Gesangbuch (MG 264). En las iglesias protestantes de Alemania, se canta tradicionalmente al final de los oficios de Nochebuena.

## Literatura
- Johannes Daniel Falk: Zweiter Bericht der Gesellschaft der Freunde in der Noth, Weimar 1817